# Aplodontia rufa
El castor de montaña (Aplodontia rufa) es una especie de roedor esciuromorfo primitivo de la familia Aplodontiidae. Es la única especie de su género y familia. Pese a su nombre común, no es ni un castor ni necesariamente un animal montano.
| Dentición |
| --------- |
| 1.0.2.3   |
| 1.0.1.3   |

Fisiológicamente están limitados en microambientes húmedos, necesitando inviernos no tan rigurosos. No son capaces de conservar el calor corporal tan eficientemente como otros géneros de roedores que no hibernan.

## Reproducción
La estación de cría es de enero a marzo, con 2-3 gazapos nacidos de febrero a abril.  Nacen lampiños, rosados, y ciegos. Su longevidad es de 5 a 10 años. No son sociales, aunque sus cuevas suelen solaparse.

## Subespecies
Se conocen siete subespecies de Aplodontia rufa.
Aplodontia rufa californica (Peters, 1864)
Distribuido en Sierra Nevada, norte de California y extremo oeste de Nevada.
Aplodontia rufa humboldtiana Taylor, 1916
Restringido a costas extremas del noroeste de California.
Aplodontia rufa nigra Taylor, 1914
Restringido a una pequeña región sureña de Mendocino County, California.
Aplodontia rufa pacifica Merriam, 1899
Distribuídp a través de costas de Oregón.
Aplodontia rufa phaea Merriam, 1899
En pequeño bolsón del noroeste de San Francisco, California.
Aplodontia rufa rainieri Merriam, 1899
Se halla en la cordillera de las Cascadas del sur de Columbia Británica al norte de California.
Aplodontia rufa rufa (Rafinesque, 1817)
Se halla a lo largo de costas del estado de Washington, particularmente de la Península Olympic.